# Third World Media
Third World Media — американская порностудия, основанная в 1999 году Стивом Скоттом и режиссёром Эдом Хантером. Стала одной из первых студий, выпускающих фильмы с участием этнических исполнителей исключительно из-за пределов США.

## История
Компания, первоначально названная Asian Eyes Pictures, в первые годы делала упор на японский хардкорный контент. По мере роста компании производство расширялось на Юго-Восточную Азию и Южную Америку. В конце 2006 года студия добавила Katana, высококлассную японскую линейку с популярными японскими AV-звёздами и сценариями с субтитрами.
Скотт, свободно говорящий по-японски, приписывает рост компании своим масштабным путешествиям по Азии. Когда студия вышла на рынок развлечений для взрослых, японский продукт, поступающий на рынок США, производился для внутреннего рынка Японии, где проникновение размыто, или «мозаично», чтобы соответствовать местным законам. Third World Media производят фильмы для распространения за пределами Японии, и их хардкорные продукты снимаются без мозаики.
Как и азиатские издания компании, её латиноамериканские фильмы, в том числе транссексуальные, также производятся для продажи преимущественно на американском рынке. Ветеран Third World Media, штатный режиссёр Эд Хантер, часто ездит в Южную Америку, чтобы найти исполнителей, которых никогда не видели американские зрители. Также в январе 2008 года компания наняла Джона Флориана в качестве менеджера по продажам.
Компания также является эксклюзивным дистрибьютором производственной компании транссексуального исполнителя Джии Дарлинг, Gia Darling Entertainment. Также в фильмах студии снимались: Маи Харуна, Моника Маттос, Чокоболл Мекай, Эд Пауэрс, Аллана Старр, Джиа Дарлинг и другие. Японский AV-айдолы Джунко, снявшаяся в The Kimono Kronicles, и Mirai Haneda, звезда Hello Titty 3, подписали контракт с Third World Media в 2008 году на AVN Adult Entertainment Expo.

## Награды
- 2007: Adam Film World — Best Asian Release Company[5]
- 2008: Adam Film World — Best Asian Release Company[6]
- 2009: AVN Awards — Best Ethnic-Themed Series — Asian за Naughty Little Asians[7]
- 2013: XBIZ Award — Транссексуальная студия года[8]
- 2013: XBIZ Award — Asian-Themed Series за Hello Titty[8].